# Frank Campeau
Frank Campeau (Detroit, 14 dicembre 1864 – Woodland Hills, 5 novembre 1943) è stato un attore statunitense che iniziò la sua carriera a teatro. Girò il suo primo film nel 1911.
Tra i suoi primi film, vanno ricordati quelli girati a fianco di Douglas Fairbanks, talvolta anche come suo comprimario. Specializzatosi nel ruolo del villain, diventò una presenza fissa anche nel genere western.

## Filmografia
- Kit Carson's Wooing, regia di Francis Boggs - cortometraggio (1911)
- Jordan Is a Hard Road, regia di Allan Dwan (1915)
- The Wood Nymph, regia di Paul Powell (1916)
- Intolerance, regia di David Wark Griffith (1916)
- Delayed in Transit, regia di E.A. Martin - cortometraggio (1917)
- The Heart of Texas Ryan, regia di E.A. Martin (1917)
- Il fanciullo del West (The Man from Painted Post), regia di Joseph Henabery (1917)
- Douglas Fairbanks nella luna (Reaching for the Moon), regia di John Emerson (1917)
- Un moschettiere moderno (A Modern Musketeer), regia di Allan Dwan (1917)
- Douglas e gli avvoltoi del Sud (Headin' South), regia di Arthur Rosson (1918)
- Ci penso io! (Mr. Fix-It), regia di Allan Dwan (1918)
- Dite un po' giovinotto! (Say! Young Fellow), regia di Joseph Henabery (1918)
- Avventura marocchina di Douglas (Bound in Morocco), regia di Allan Dwan (1918)
- Sette giorni di gioia (He Comes Up Smiling), regia di Allan Dwan (1918)
- The Light of Western Stars, regia di Charles Swickard (1918)
- Il cavaliere dell'Arizona (Arizona), regia di Douglas Fairbanks e, non accreditato, Albert Parker (1918)
- Cheating Cheaters, regia di Allan Dwan (1919)
- Douglas l'avventuriero dilettante (The Knickerbocker Buckaroo), regia di Albert Parker (1919)
- Sua Maestà Douglas (His Majesty, the American), regia di Joseph Henabery (1919)
- Quando le nuvole volano via (When the Clouds Roll By), regia di Victor Fleming (1919)
- Un pulcino nella stoppa (The Mollycoddle), regia di Victor Fleming (1920)
- Fatty e il sesso debole (Life of the Party), regia di Joseph Henabery (1920)
- Il monello (The Kid), regia di Charlie Chaplin (1921)
- The Killer, regia di Jack Conway e Howard C. Hickman (1921)
- Come presi moglie (The Nut), regia di Theodore Reed (1921)
- For Those We Love, regia di Arthur Rosson (1921)
- The Sin of Martha Queed, regia di Allan Dwan (1921)
- Sleeping Acres, regia di Bertram Bracken - cortometraggio (1921)
- The Lane That Had No Turning, regia di Victor Fleming (1922)
- The Greater Duty (1922)
- The Crimson Challenge, regia di Paul Powell (1922)
- Primavera nordica (The Trap), regia di Robert Thornby (1922)
- Just Tony, regia di Lynn F. Reynolds (1922)
- The Yosemite Trail, regia di Bernard J. Durning (1922)
- Skin Deep, regia di Lambert Hillyer (1922)
- Three Who Paid, regia di Colin Campbell (1923)
- The Spider and the Rose, regia di John McDermott (1923)
- Quicksands, regia di Jack Conway (1923)
- The Isle of Lost Ships, regia di Maurice Tourneur (1923)
- Modern Matrimony, regia di Lawrence C. Windom (1923)
- To the Last Man, regia di Victor Fleming (1923)
- The Meanest Man in the World, regia di Edward F. Cline (1923)
- A Nord di Hudson Bay (North of Hudson Bay), regia di John Ford (1923)
- Paraocchi (Hoodman Blind), regia di John Ford (1923)
- Not a Drum Was Heard, regia di William A. Wellman (1924)
- L'agguato (Those Who Dance), regia di Lambert Hillyer (1924)
- Gli avventurieri dell'Alaska (The Alaskan), regia di Herbert Brenon (1924)
- Battling Bunyan, regia di Paul Hurst (1924)
- Coming Through, regia di A. Edward Sutherland (1925)
- The Saddle Hawk, regia di Edward Sedgwick (1925)
- Heir-Loons, regia di Grover Jones (1925)
- Manhattan Madness, regia di John McDermott (1925)
- The Man from Red Gulch, regia di Edmund Mortimer (1925)
- The Golden Cocoon, regia di Millard Webb (1925)
- The Pleasure Buyers, regia di Chet Withey (1925)
- Sea Horses
- The Frontier Trail, regia di Scott R. Dunlap (1926)
- I tre furfanti (3 Bad Men), regia di John Ford (1926)
- No Man's Gold, regia di Lewis Seiler (1926)

## Galleria d'immagini

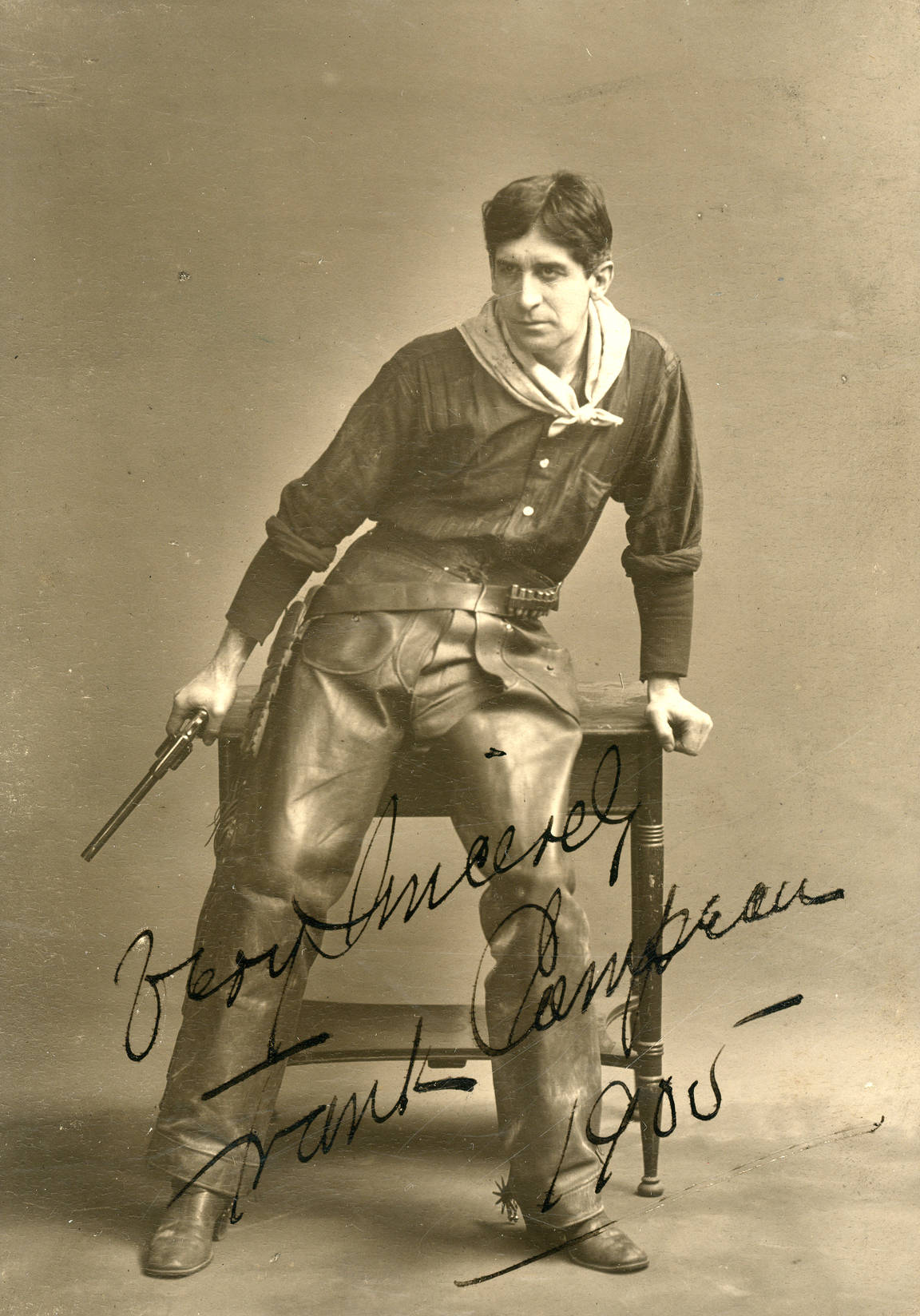
1905
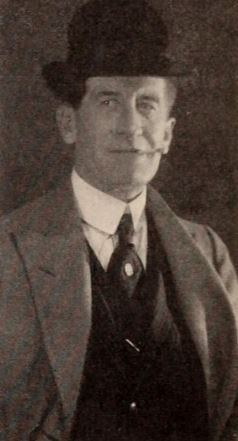
1920
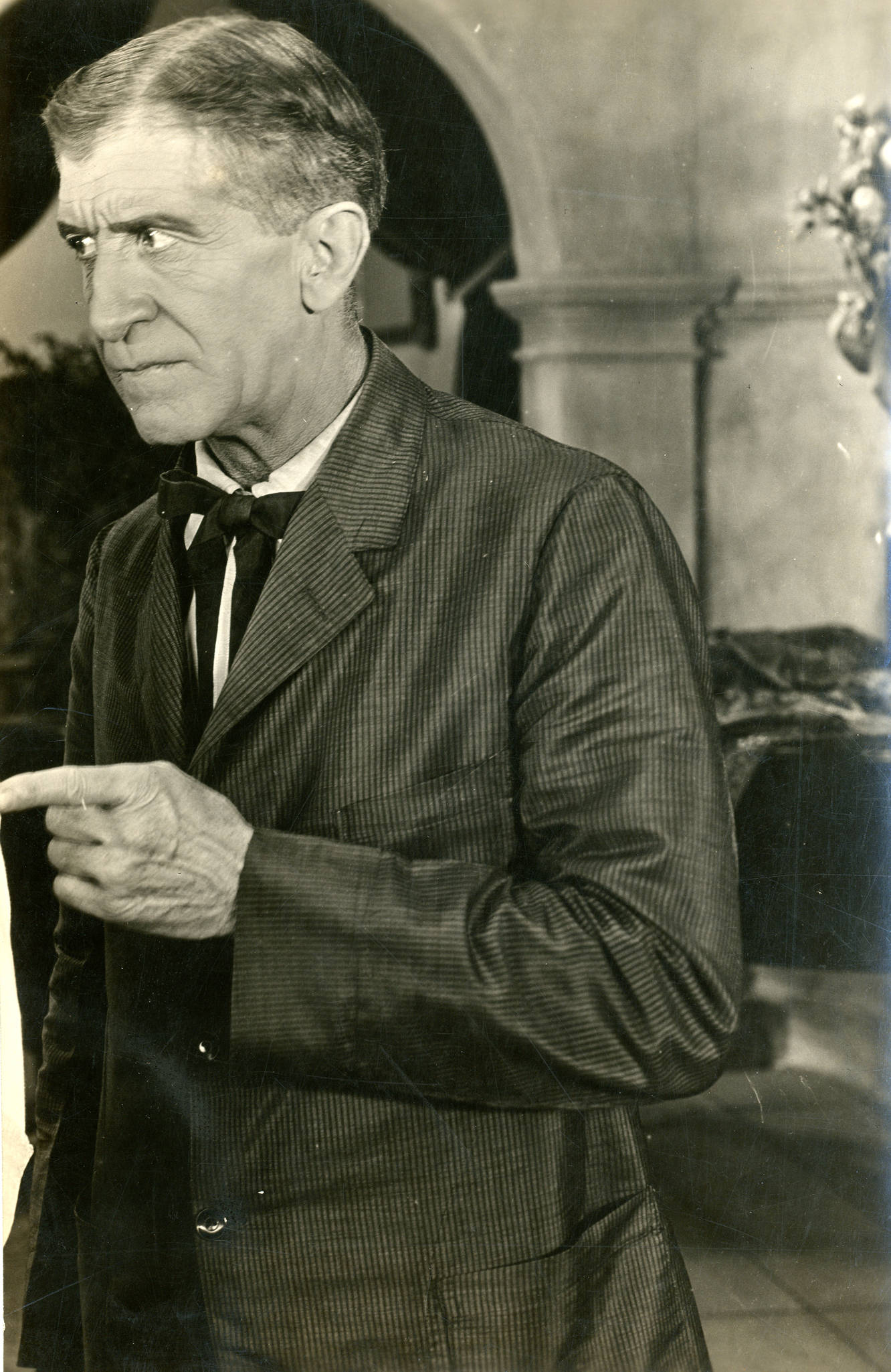
1922
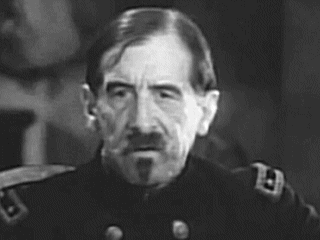
1930